# Métro d'Honolulu
Le métro d'Honolulu (en anglais : Honolulu Rail Transit) – ou Skyline – est un transport en commun en site propre desservant Honolulu, capitale de l'État d'Hawaï et les villes du sud d'Oahu. Après Sydney, c'est le second plus ancien et le second réseau de métro d'Océanie.
Il améliore la desserte de la première aire urbaine d'Hawaï. L'île d'Oahu où se trouve Honolulu ne comptait auparavant pas de voies ferrées actives. L'idée d'un système de transport ferroviaire existait depuis plus de 50 ans dans le débat politique hawaïen.
L'ouverture de la première phase a lieu le 30 juin 2023. La seconde phase est annoncée pour 2031, mais fait face à des problèmes de financement consécutifs à l'explosion des coûts du projet.
Les trains circulent quasi-intégralement en viaduc. En outre, les stations de la ligne sont équipées de portes palières.
Il s'agit d'un métro avec des trains entièrement automatiques du type AnsaldoBreda Driverless.

## Histoire

### La longue histoire des premiers projets
En 1966, le maire de l'époque Neal S. Blaisdell suggérait une ligne de chemin de fer comme solution pour atténuer les problèmes de circulation à Honolulu. Maire depuis 1969, Frank Fasi lança des études en 1977 pour un projet ferroviaire, nommé Honolulu Area Rapid Transit (HART). Le projet n'obtint aucun financement fédéral sous la mandature de la maire Eileen Anderson, élue en 1980. De nouveau maire en 1985 Frank Fasi relance le projet en 1986. Un appel d'offres est publié en novembre 1990, les offres remises en mai 1991. Après de difficiles négociations le consortium  Morrisson-Knudsen / AEG-Westinghouse est déclarée adjudicataire en octobre 1991. Ce choix est contesté par la société Matra. Le projet est abandonné par décision du conseil municipal de ne pas voter des impôts supplémentaires pour le projet en septembre 1992. Il sera relancé en 1993 mais finalement abandonné.
Jeremy Harris, qui devient maire en 1994, préconise, sans succès, un réseau de bus à haut niveau de service. La municipalité ne renonce toutefois pas à l'idée d'un transport de type métro. Des démarches sont faites pour faire voter des taxes supplémentaires.
Son successeur en 2005, Mufi Hannemann, lance un projet de corridor de transit à grande capacité, quatrième tentative de construire un système de transport en commun fonctionnant en site propre. Une augmentation des taxes est votée. Le contrat d'étude est confié à Parsons Brinckerhoff Quade & Douglas. En novembre 2006, un rapport recommande la construction d'un système en site propre, ce qui permet à la municipalité de justifier son choix préalable de construction d'une ligne de chemin de fer. Le 22 décembre 2006, le Conseil municipal vote le projet de 32 km en viaduc dont le coût est alors estimé à 4,6 milliards de US$. La recherche de financement, les études d'impact sont lancées ainsi que l'appel à information (Request For Information) en 2007. Une dizaine de sociétés offrant toute la palette des solutions techniques possibles signalent leur intérêt pour le projet en janvier 2008. C'est une technologie sur fer classique qui est choisie par un panel d'experts en février 2008, ce qui n'empêche pas la discussion sur ce choix en conseil municipal. Le choix de la technologie fer est toutefois confirmé en avril. Les opposant obtiennent 49 000 signatures contre le projet, mais les électeurs appelés à se prononcer sur le sujet lors des élections de novembre approuvent le projet par 51% des voix contre 46%.Les premières études d'impact sont publiées en octobre 2008. Après quelques modifications, les études d'impact définitives seront publiées en juin 2010.

### Un projet mené avec un financement difficile à finaliser

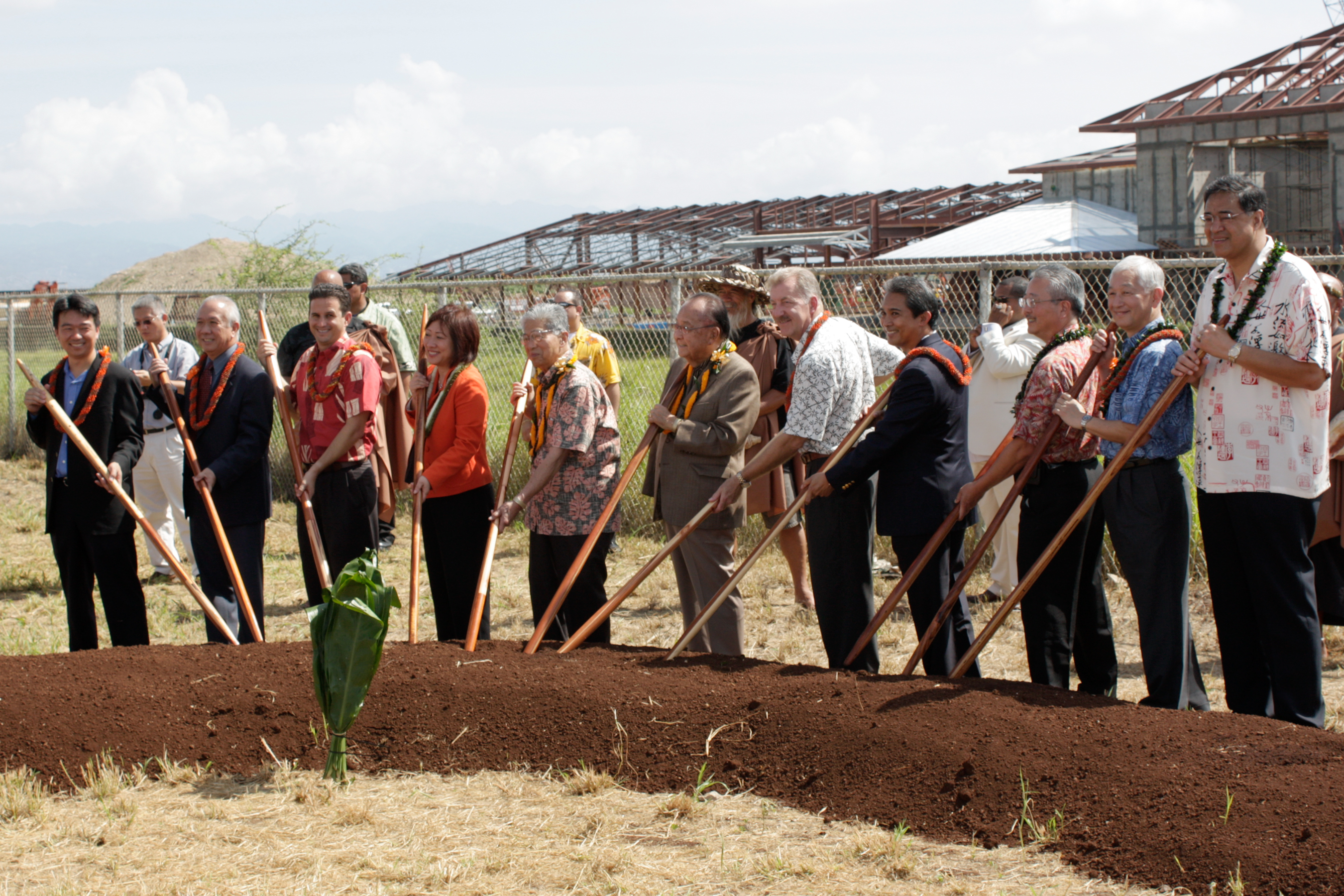
Pose de la première pierre le 22 février 2011

Un mémorandum du 10 juillet 2009 de l'Administration fédérale des transports urbains (FTA) déclare que le projet, alors estimé à 5,3 milliards de dollars, est financièrement viable, mais que le financement est à compléter. L'inquiétude de la FTA grandit par la suite et menace d'autant plus la solidité financière du projet qu'il est prévu une subvention de 1,55 milliard de dollars venant des fonds fédéraux dans le plan de financement. Finalement, en décembre 2010, la FTA approuve le plan de conception,. Un accord est signé le 18 janvier 2011. Ce n'est toutefois qu'en novembre 2012 que la subvention est finalement définitivement accordée,.
Outre la subvention fédérale, le financement doit être assuré par le produit de la surtaxe de 0,5 % de la taxe d'accise générale payée par les touristes. Le solde est payé par tous les résidents et entreprises d'Hawaï via un supplément de 0,5 % de cette même taxe.
L'appel d'offres pour la première phase de construction de la voie, est publié en février 2009. La société Kiewit Pacific est sélectionné en octobre 2009,. La cérémonie de pose de la première pierre se déroule le 22 février 2011. L'appel d'offres pour un système (Core Systems) de métro automatique est publié et trois sociétés y répondent en juillet 2009. En mars 2011, c'est AnsaldoBreda qui est sélectionné pour le contrat système avec une offre à US$574 millions. Les deux autres concurrents, Sumitomo, mais surtout Bombardier, vont contester cette attribution. Néanmoins le contrat est signé avec Ansaldo le 29 novembre 2011. Ce consortium obtiendra également le contrat d'exploitation et de maintenance du système pour 14 ans. En sous-traitance, Siemens obtient le contrat d'électrification de la ligne et LB Foster celui de fourniture des voies.
| Feuille de route schématique pour le métro d'Honolulu une fois terminé, y compris les extensions proposées aux extrémités est et ouest du réseau. |                        |          |                            |                                |                   |        |
| Section de ligne | Section de ligne       | Longueur | Terminus                   | Terminus                       | Entrée en service | Ref.   |
| 1 | West Oahu-Farrington   | 11,1 km  | East Kapolei               | Pearl Highlands                | 30 juin 2023      | ,      |
| 2 | Kamehameha Highway     | 6,3 km   | Pearl Highlands            | Aloha Stadium                  | 30 juin 2023      | ,      |
| 3 | Airport                | 8,2 km   | Aloha Stadium              | Middle Street                  | 2031 (projeté)    | ,      |
| 4 | City Center            | 6,6 km   | Middle Street              | Ala Moana Center               | 2031 (projeté)    | ,      |
| Les sections d'extension suivantes ne sont pas financées et n'ont pas de date d'achèvement prévue :                                               |                        |          |                            |                                |                   |        |
| extension West Kapolei | extension West Kapolei |          | West Kapolei               | East Kapolei                   | non financé       | [ 52 ] |
| extension UH Mānoa | extension UH Mānoa     |          | Ala Moana Center ou Iwilei | University of Hawaiʻi at Mānoa | non financé       | ,      |
| extension Waikīkī | extension Waikīkī      |          | Ala Moana Center           | Liliʻuokalani Avenue           | non financé       | [ 52 ] |
| extension Salt Lake | extension Salt Lake    |          | Aloha Stadium              | Middle Street                  | non financé       | [ 52 ] |

### Construction et délais de la phase 1

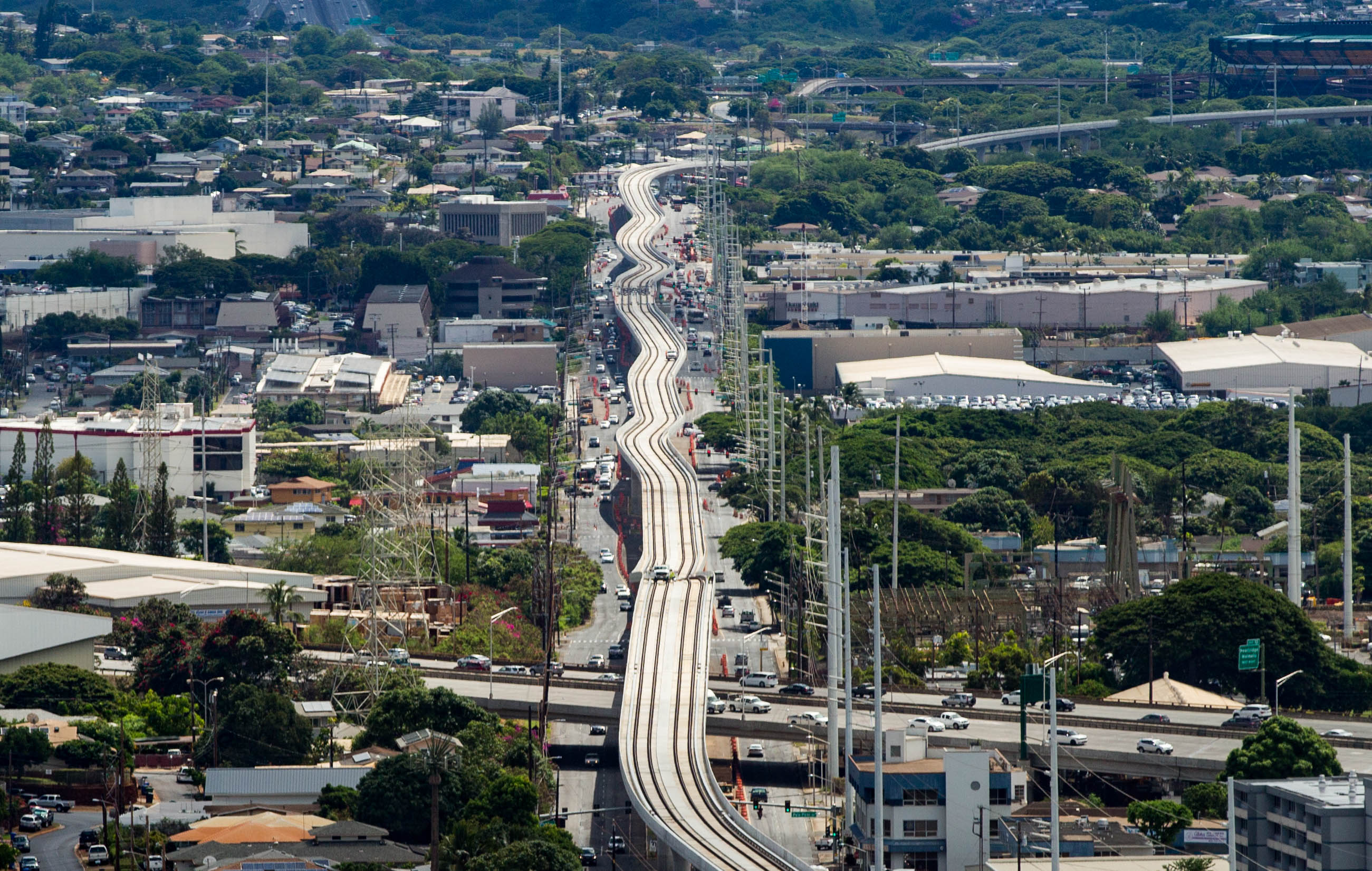
Le viaduc au-dessus de l'autoroute de Kamehameha

Les études de conception des stations sont lancées en 2012. La construction des fondations et des colonnes du viaduc commence en avril 2012. Les travaux s'arrêtent toutefois en août, officiellement pour permettre des fouilles archéologiques, pour reprendre en septembre 2013. En 2014, la fin de la construction de la phase 1, 10 km et 12 stations, est prévue pour 2017 et la signature de la construction de la phase 2 fin 2014. En réalité, le contrat de construction de la phase 2 ne sera concrétisé qu'en juillet 2016. Les contrats de construction des stations sont passés en juillet 2015 et la cérémonie de pose de la première pierre de la première station se déroule en février 2016.
Les divers problèmes de financement du projet causent un ralentissement dans la construction des trois phases. Dès 2017, l'estimation du coût du projet est de 9 ou 10 milliards de dollars, soit presque le double de l'estimation initiale. Une estimation des coûts en novembre 2020 par la ville d'Honolulu actualise le montant à 11 milliards US$, comprenant les frais financiers, et la mise en service complète du réseau est repoussée à 2033,.
L'ouverture du premier tronçon entre Kapolei et Aloha Stadium a eu lieu le 30 juin 2023. Des tests sans passagers ont précédé la mise en service entre le 20 et le 29 juin 2023.

## Les équipements du métro
Les systèmes électriques et mécaniques, y compris la signalisation et le matériel roulant, sont fournis par Ansaldo Joint-venture à Honolulu. Le contrat de 1,4 milliard de dollars couvre la conception, la construction, l'opération et la maintenance. Il comprend 574 millions de dollars pour la conception, la construction et la livraison de 80 voitures et le système de contrôle et de conduite des trains, les 830 millions de dollars restants couvrant les opérations et la maintenance sur une période initiale de 14 ans.
Ansaldo STS est responsable du contrôle des trains (désormais HITACHI STS), tandis que les rames seront fourni par AnsaldoBreda. Fonctionnement à une vitesse maximale de 80 km/h, les trains seront sans conducteur, bien que l'exploitant prévoit de déployer des opérateurs dans chaque train lors de la période de démarrage. Les trains seront alimentés en énergie de traction en 750 Vcc par troisième rail qui sera alimenté par environ 14 sous-stations électriques de redressement espacées d'environ 2,5 km le long de l'itinéraire.
La flotte de 20 rames de quatre voitures pourra accueillir jusqu'à 6 280 passagers par heure par direction les premières années de fonctionnement. Les premières voitures devaient arriver en 2014, les autres d'ici 2018. De fait les premiers trains n'arrivent qu'en mars 2016.

## Dans la culture populaire
- Dans le film américain Godzilla (2014), le monstre MUTO attaque et détruit un métro fictif à Honolulu, le véritable système n'étant pas encore ouvert à l'époque[67],[68].